# Keenan Blake
Keenan Blake (* 17. Januar 2003) ist ein niederländischer Leichtathlet, der sich auf den Sprint spezialisiert hat.

## Sportliche Laufbahn
Erste internationale Erfahrungen sammelte Keenan Blake im Jahr 2023, als er bei den U23-Europameisterschaften in Espoo mit der niederländischen 4-mal-400-Meter-Staffel im Finale disqualifiziert wurde. 2025 wurde er bei der 1. Liga der Team-Europameisterschaft in Madrid mit der Mixed-Staffel in 3:12,92 min Sechster im A-Lauf über 4-mal 400 Meter. Anschließend schied er bei den U23-Europameisterschaften in Bergen mit 48,50 s in der ersten Runde im 400-Meter-Lauf aus und verhalf der Männerstaffel zum Finaleinzug.
2024 wurde Blake niederländischer Hallenmeister im 200-Meter-Lauf.

## Persönliche Bestleistungen
- 200 Meter: 20,91 s (+1,9 m/s), 14. Juni 2025 in Marsa
  - 200 Meter (Halle): 21,19 s, 18. Februar 2024 in Apeldoorn
- 400 Meter: 45,73 s, 2. Juni 2025 in San Vito al Tagliamento
  - 400 Meter (Halle): 46,93 s, 22. Februar 2025 in Apeldoorn